# Can Palomas
Can Palomas és una obra del municipi de Castellfollit del Boix (Bages) inclosa en l'Inventari del Patrimoni Arquitectònic de Catalunya.

## Descripció
Es tracta d'una masia edificada sobre una d'anterior que s'ensorrà. Formada per dos cossos: un de planta rectangular amb planta baixa i pis i una gran torre adossada de planta quadrada i emmerletada. El conjunt queda tancat per un pati amb porta d'arc de mig punt adovellat. Les obertures mostrem diferents estils i formes: la situada damunt la Porta d'entrada a la casa té una llinda amb un arc conopial i brancals esculpits, altres tenen llinda de pedra i altres són de maó. a la torre hi ha dues obertures amb arcs gòtics de guardapols de pedra. Possiblement no són originaris de la casa. La porta d'entrada a la casa és d'arc de mig punt amb dovelles.

## Història
A principis del s.XIX una antiga masia s'ensorrà i en el seu lloc s'hi edificà de nou aquesta.